# فارسکا کولونگا
فارسکا کولونگا (به لهستانی:  Farska Kolonia) یک روستا در لهستان است که در گمینا ستژلتسه اوپولسکیه واقع شده‌است. فارسکا کولونگا  ۹۰ نفر جمعیت دارد.